# Catarina de Portugal (1436–1463)
Catarina de Portugal (Lisboa, 26 de novembro de 1436 — Lisboa, 17 de junho de 1463), infanta e religiosa de Portugal, era filha do Rei de Portugal, D. Duarte I (1391-1438) e de sua esposa D. Leonor de Aragão (1402-1445). Eram seus irmãos o futuro Rei D. Afonso V de Portugal, sucessor do pai, D. Fernando, duque de Viseu, D. Leonor, imperatriz do Sacro Império Romano e D. Joana, rainha de Castela.
Escreveu «Ho livro da regra & perfeição da cõversação dos monges... per ho reuerendo senhor Lourenço Iustiniano primeyro patriarcha de Veneza», em Coimbra, no Mosteiro de Cruz, publicação de Germão Galharde, em 1531.
Foi prometida em casamento a Carlos IV de Navarra, Príncipe de Viana, mas este faleceu prematuramente a 23 de setembro de 1461, e após os casamentos de suas irmãs Leonor e Joana, D. Afonso já não tinha interesse em formar outras alianças políticas. Catarina passou a levar uma vida religiosa no convento de Santa Clara. Era uma infanta cultivada, autora de muitos livros relacionados com a moralidade e a religião.
Faleceu aos 26 anos, em Lisboa, a 17 de junho de 1463 e foi sepultada no Convento de Santo Elói, convento este que pertencia à Congregação dos Cónegos Seculares de São João Evangelista (vulgarmente conhecidos por Lóios), sendo uma das casas mais protegidas pelo poder régio e aí se realizaram por várias vezes reuniões do braço da nobreza nas Cortes.
D. Jorge da Costa, cardeal de Alpedrinha, mandou construir um mausoléu na igreja do convento para albergar os restos mortais da infanta. Este túmulo foi transferido ainda antes do terramoto para o Convento do Beato (Lisboa). Em finais do Século XVII, a antiga Igreja de Santo Elói foi demolida, dando lugar a uma nova construção, sob a direção do arquitecto João Antunes. Por esta época, o convento albergaria cerca de meia centena de religiosos e, em termos económicos, seria a segunda casa mais importante da Congregação, depois de Vilar de Frades.
O edifício do Convento de Santo Elói ficou bastante danificado com o Terramoto de 1755 e os cónegos foram provisoriamente transferidos para o Convento de São Bento de Xabregas (Convento do Beato), casa e sede da Congregação situada nos arredores de Lisboa. 
Em 1834, no âmbito da "Reforma Geral Eclesiástica" empreendida pelo Ministro e Secretário de Estado, Joaquim António de Aguiar (1792-1884), executada pela Comissão da Reforma Geral do Clero (1833-1837), pelo Decreto de 30 de Maio, foram extintos todos os conventos, mosteiros, colégios, hospícios e casas de religiosos de todas as ordens religiosas. Quando extinto, não estava ainda concluída a reconstrução do convento. Aqui se instalou a 5ª Companhia da Guarda Municipal, mais tarde Guarda Nacional Republicana tendo as celas passado a casernas acabando também o convento por perder todo o aspecto interior e exterior, devido às obras de adaptação às novas funções. Neste momento todo o conjunto dos edifícios encontra-se desocupado.
Hoje o túmulo da infanta repousa no Convento do Carmo, em Lisboa, no âmbito da criação do Museu Arqueológico do Carmo, fundado em 1864 pelo primeiro presidente da Associação dos Arqueólogos Portugueses, Joaquim Possidónio Narciso da Silva (1806-1896). Foi o primeiro museu de Arte e Arqueologia do país, e nasceu dos objectivos de salvaguarda do património nacional que se ia delapidando e deteriorando, em consequência da extinção das Ordens Religiosas e dos inúmeros estragos infligidos durante as Invasões francesas em Portugal e as Guerras liberais.